# Linia kolejowa nr 558
Linia kolejowa nr 558 – pierwszorzędna, zelektryfikowana, jednotorowa linia kolejowa łącząca rozjazd nr 24 z rozjazdem nr 402 na stacji Skierniewice. Linia stanowi łącznicę między linią kolejową nr 1 a linią kolejową nr 12.